# 레오 윌리스

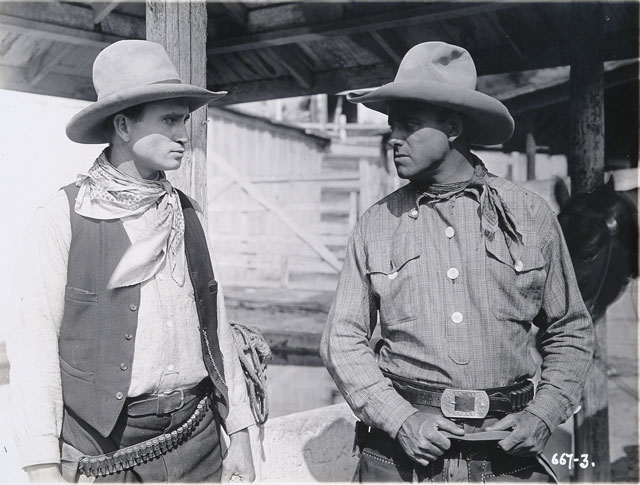

레오 윌리스(Leo Willis, 1890년 1월 5일 ~ 1952년 4월 10일)는 미국의 배우이다.
오클라호마주에서 태어났으며 몬터레이군에서 사망하였다.

## 영화
- 바르바리 해안 (1935년)
- 키드 밀리언스 (1934년)
- 로마 스캔달 (1933년)
- 더 선-도터 (1932년)
- 더 키드 프럼 스페인 (1932년)
- 시티 스트리트 (1931년)
- 키드 브라더 (1927년) - 레오 힉코리 역
- 소울 포 세일 (1923년)
- 흥정 (1914년)